# SCOPA FC
SCOPA FC는 사모아의 축구 클럽이다. 사모아 내셔널 리그에 참가했던 구단이다. 현재 참가 여부는 알려지지 않고 있다.

## 역사
SCOPA FC의 첫 참가 기록은 1981 시즌인데, 당시 바이바세-타이 FC와 리그 유일의 공동 우승을 기록했다. SCOPA FC는 1984 시즌과 1985 시즌에도 참가했다. 1984 시즌에는 11개 팀 중 8위를 기록했다. 1985 시즌에도 11개 팀 중 8위를 기록했다. 이후의 시즌에서부터는 이 팀의 참가 기록이 더 이상 남아있지 않다.

## 기록
- 사모아 내셔널 리그:

- 우승 : 1981